# فاطمة إبراهيم
فاطمة أحمد إبراهيم، أول امرأة تتولى رئاسة مدينة في أسوان، كما أنها أول سيدة تشغل منصب مدير للمنطقة الصناعية في «قفط» بمحافظة قنا.

## السيرة الذاتية
فاطمة أحمد إبراهيم عبد الله، من مواليد محافظة قنا مدينة "قفط"، حصلت على بكالوريوس الهندسة من جامعة أسيوط خلال عام 1991، ثم إلتحقت بالعمل في إدارة التنظيم والمشروعات في الوحدة المحلية لمركز ومدينة «قفط» في عام 1992 لمدة أربعة سنوات وبعدها تولت منصب مدير المنطقة الصناعية بكلاحين، كما نجحت في تخصيص جزء كبير من قرض صندوق النقد الدولى المخصص لمحافظتي سوهاج وقنا لتطوير وهيكلة المنطقة الصناعية.

## التدرج الوظيفي
- بدأت عملها كمهندسة في قسم المشروعات والتنظيم بمركز قفط محافظة قنا، وأشرفت حينها على تنفيذ العديد من المشروعات الخدمية من مدارس ومستشفيات وبريد.[4]
- في عام 1996 توليت منصب رئيس جهاز المنطقة الصناعية، ثم مدير المنطقة الصناعية بمركز قفط في 2002.[4]
- تولت منصب رئيس مدينة أبو سمبل بأسوان عام 2017.[1]

## إنجازتها
- حققت العديد من الانجازات في تطوير المنطقة الصناعية بمدينة فقط، منها استكمال أعمال البنية الأساسية والمرافق والخدمات من محطات للصرف الصحى والكهرباء والسوق التجارى، حتى وصل عدد المشروعات القائمة في المنطقة الصناعية 61 مشروعاً، وكان أخرها مشروع مجمع الطاقة الشمسية، والذي يضم أربعة مصانع لإنتاج الألواح الشمسية والزجاج الشمسى والخلايا الشمسية والسخانات.[1][5][6]

## تكريمات
تم تكريمها من اللواء «عبد الحميد الهجان» محافظ قنا، وذلك خلال الاحتفال الذي نظمته مديرية التضامن الإجتماعى بقنا، أحتفالا بيوم المرأة المصرية الموافق 21 مارس 2017.